# Budějovický Budvar (cervecería)

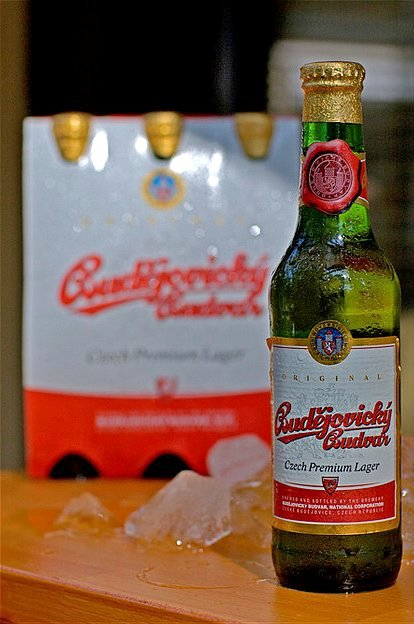
Botella de Budweiser Budvár.

Budweiser Budvar (en checo: Budějovický Budvar) es una cervecería checa conocida por fabricar la cerveza conocida en Europa como Budweiser Budvar, Czechvar en Estados Unidos y Canadá y Budweiser Budvar o Budějovický Budvar en el resto del mundo.

## Historia
Esta cerveza, que también responde al nombre de Budweiser Czechvár, la elabora desde 1896 la sociedad mercantil Budějovický Budvár en la ciudad de České Budějovice (Budweis, en alemán), en la República Checa. La cervecería reivindica una tradición mayor si cabe: una cerveza producida en la ciudad ya se consumía en el siglo XVI en la corte del rey Fernando I de Habsburgo (rey de Bohemia y de Hungría y emperador del Sacro Imperio Romano Germánico). De ahí saca Budweiser su emblema de beer of kings (cerveza regia).
Esta cerveza, elaborada de acuerdo con el mundialmente conocido método de la ciudad checa de Pilsen, posee un fuerte sabor maltoso y un amargor entre débil y medio. De color amarillo dorado, se produce a base de saaz, una de las variedades de lúpulo más famosas del mundo. Posee una espuma fina y generosa y una graduación alcohólica de 5º.

## Disputa del nombre

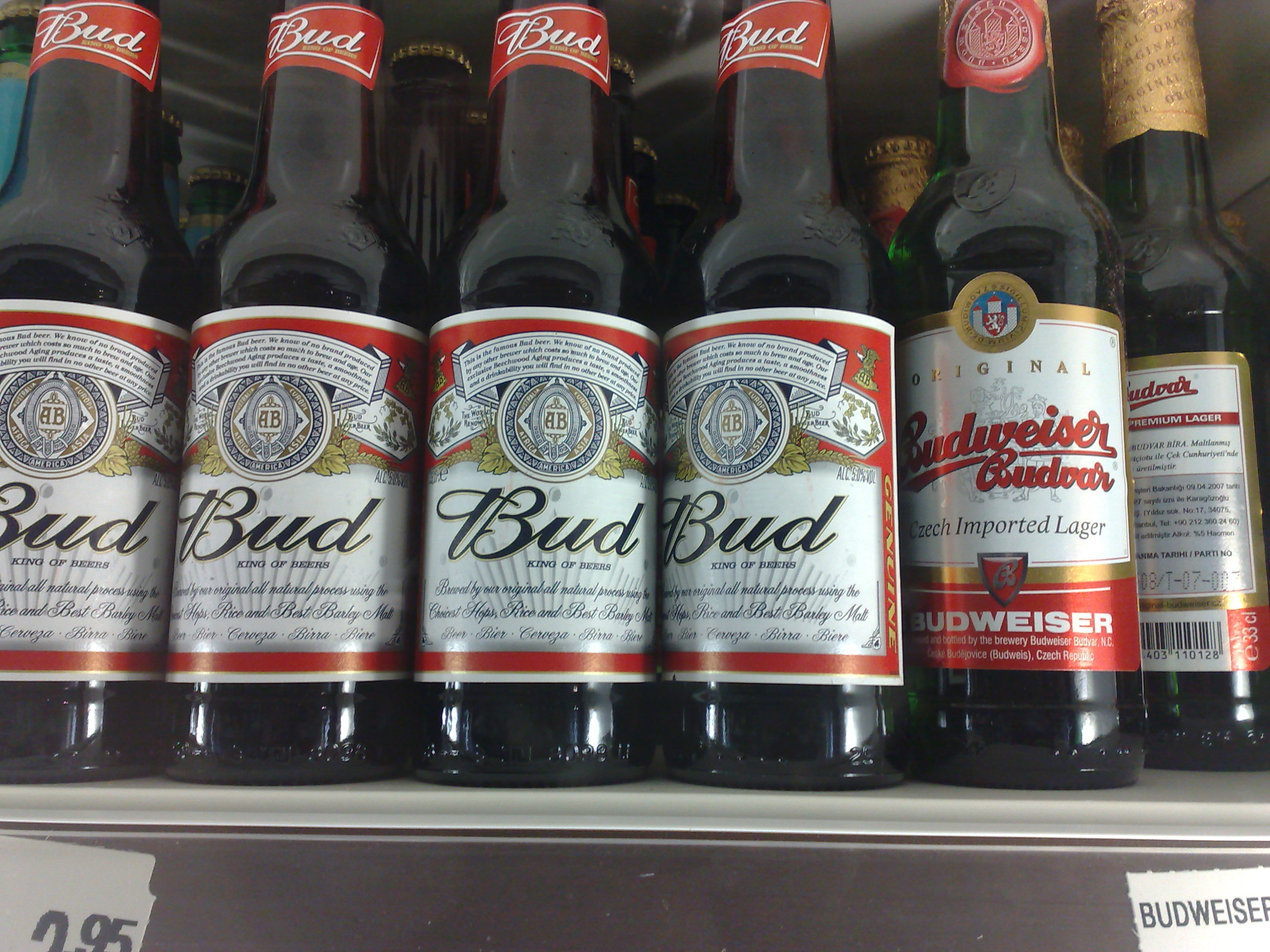
Budweiser americana y checa en bandeja.

El nombre Budweiser alude a tres marcas de cerveza: Budweiser Budvar y 1795 Budweiser Pivovar producidas en la República Checa, y American Bud, en los Estados Unidos. No en vano, el conflicto mercantil más antiguo aún por resolver a día de hoy, es el que enfrenta a las marcas Budweiser Budvár y American Bud, cuyos primeros litigios judiciales datan de 1880.
Hoy día el número de pleitos entre ambas empresas se estima en 40, pese a que en 1939, con arreglo a un convenio entre ambas mercantiles, se reserva el nombre «Budweiser» a la marca checa en Europa, y a la marca estadounidense en el resto del mundo. Un acuerdo firmado el 8 de enero de 2007 entre Anheuser-Busch y Czech brewer Budějovický Budvar (BBNP) marca un hito en el litigio de marcas. En virtud de dicho acuerdo Anheuser-Busch pasa a convertirse en el importador americano de la cerveza Czechvár Premium (nombre de la Budweiser Budvar en los Estados Unidos) e incorpora la marca a sus productos, con vistas a hacerse con un puesto de privilegio en el segmento de las cervezas de importación en los Estados Unidos, en fuerte crecimiento en los dos últimos años (7% en 2005 y más del 10% en 2006).
Aunque realmente la marca que debería usar el nombre Budweiser debería ser 1795 Budweiser Pivovar al ser ésta la cervecera de mayor antigüedad, casa que del mismo modo ha tenido problemas en la República Checa con su vecina Budweiser Budvar por la utilización del nombre, reivindicando ambas el uso comercial del mismo.